# Monte Paget

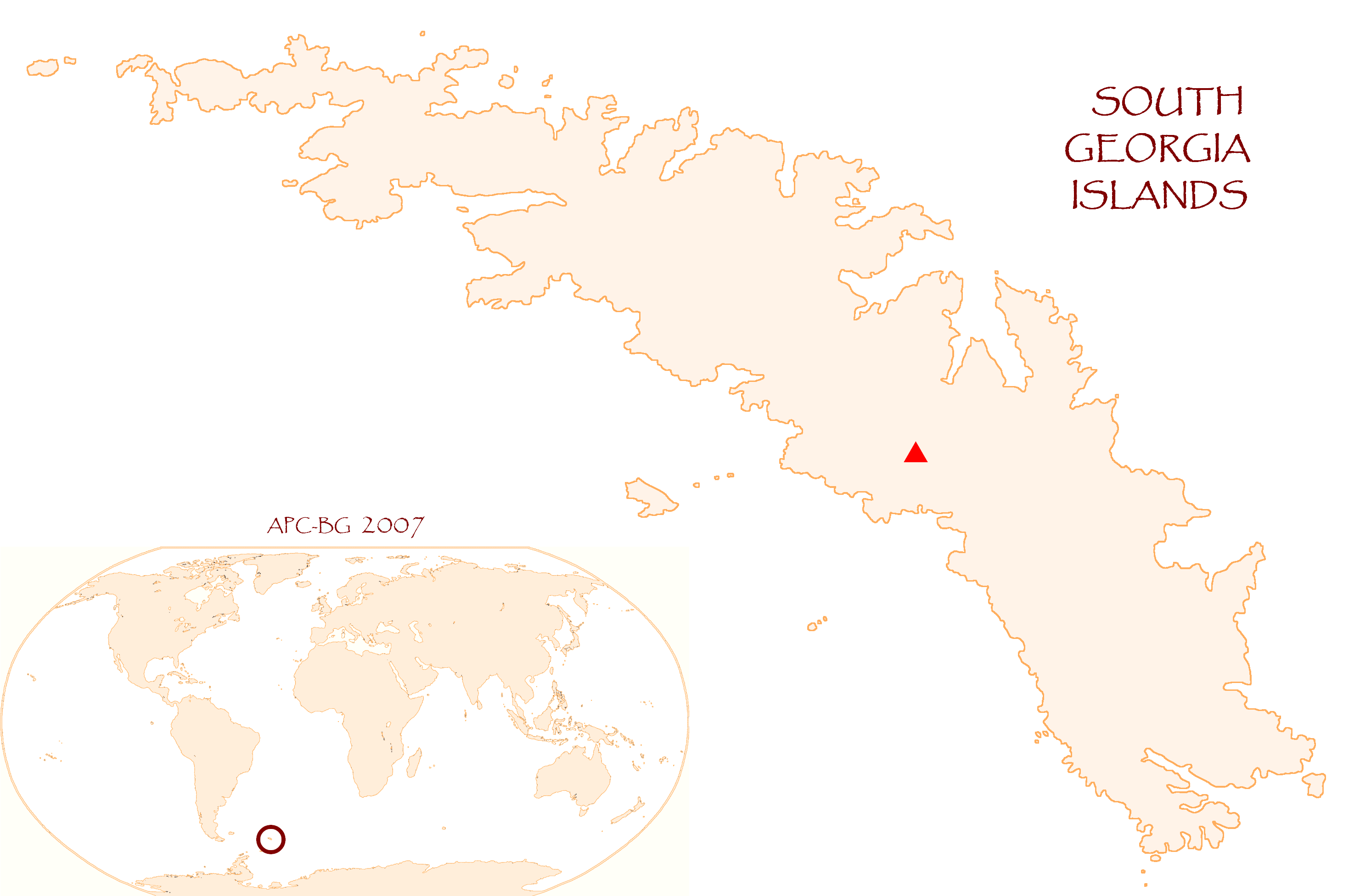
Localizzazione del Monte Paget

Il monte Paget (2935 m s.l.m.) è la montagna più alta della Georgia del Sud. Fa parte della catena montuosa Allardyce. È anche la cima più alta di qualunque territorio sottoposto alla sovranità del Regno Unito (escluso il Territorio Antartico Britannico, che non ha una popolazione permanente e la cui sovranità è disputata).
La montagna è fatta a forma di sella ed è situata nella parte centrale dell'isola. È chiaramente visibile dal centro abitato di Grytviken e dalla punta Re Edoardo.
Fu salita per la prima volta il 30 dicembre 1964 da una spedizione dell'esercito inglese guidata dal comandante Malcolm Burley.
È la venticinquesima montagna al mondo in termini di isolamento topografico.